# San Miguel (Paraguai)
San Miguel é uma cidade do Paraguai, Departamento Misiones.

## Transporte
O município de San Miguel é servido pelas seguintes rodovias:
- Ruta 01, que liga a cidade de Assunção ao município de Encarnación (Departamento de Itapúa).[1][2][3]